# Köbbinghausen
Köbbinghausen ist ein Ortsteil der Stadt Plettenberg im Märkischen Kreis in Nordrhein-Westfalen. Die ehemalige Bauerschaft hat bis in die heutige Zeit ihr ländliches Erscheinungsbild erhalten.

## Geographie
Köbbinghausen liegt im mittleren Elsetal, westlich der Kernstadt Plettenberg, im Märkischen Sauerland. Nachbarorte sind Holthausen, Bremcke und Hüinghausen.

## Geschichte
Das Gebiet um Köbbinghausen wurde schon um das Jahr 700 n. Chr. besiedelt. Erste gesicherte urkundliche Nachweise existieren ab 1405. Theod. oppme Kampe de Kubbinchusen wird als ehemaliger Bewohner erwähnt.
In einer Fehde-Schadensliste aus dem Jahr 1486 wurden acht Bauerngüter als Freigüter genannt, was bedeutet, dass die Bauern Besitzer ihrer Höfe waren. Diese acht Güter werden ebenfalls im Schatboick in Marck, einem Hebe- bzw. Steuerregister der Grafschaft Mark von 1486, genannt.
Um das Jahr 1590 kam es zur Errichtung eines Osemundhammers mit Schmelz und Eisenhütte. Für das Jahr 1700 wurden neun Höfe genannt. Eine Kapelle, dem Hl. Michael geweiht, wurde im Mittelalter errichtet; sie wurde 1755 als noch bestehend erwähnt. 1820 wurde mit dem Bau eines Backhauses begonnen, welches noch heute genutzt wird.

## Verkehr
Der Ort war durch den Bahnhof Köbbinghausen an die Bahnstrecke Plettenberg–Herscheid angeschlossen, auf der von 1915 bis 1965 Personenverkehr durchgeführt wurde. Nach Einstellung des Güterverkehrs 1969 wurde die Strecke abgebaut, aber später für den Museumsverkehr durch die Märkische Museums-Eisenbahn auf der alten Trasse wieder errichtet.
Am Anfang des 20. Jahrhunderts bestanden Planungen, die Volmetalbahn (Bahnstrecke Hagen–Dieringhausen) über eine Strecke im Stadtgebiet von Lüdenscheid und Herscheid mit der Bahnstrecke Plettenberg–Herscheid zu verbinden und so eine Verbindung zwischen Volme- und Lennetal zu schaffen. Diese scheiterten jedoch an den hohen Baukosten.